# Фернандеш, Альваро Старший
Альваро Фернандеш (порт. Álvaro Fernandes; XV век) — португальский мореплаватель.

## Биография
В 1446 году участвовал со своим дядей Жуаном Гонсалвишем Зарку в морской экспедиции, исследовавшей устье реки Сенегал и берега Зеленого мыса.
В 1447 году принял начальство над небольшим кораблём и исследовал самостоятельно берега Африки на 40 миль южнее реки Рио-Гранде-де-Буба в Гвинее-Бисау, устанавливая падраны и отмечая на карте результаты своих исследований.